# Brataccas
Brataccas è un videogioco sviluppato dalla Psygnosis nel 1986 per Amiga, Atari ST e Macintosh, il primo gioco pubblicato dalla Psygnosis. È un videogioco d'azione di fantascienza, con elementi da gioco di ruolo.

## Sviluppo
Si ritiene che Brataccas sia ciò che resta del progetto Bandersnatch, un videogioco per ZX Spectrum molto atteso, ma il cui sviluppo era stato abbandonato dalla Imagine Software nel 1984. Bandersnatch fu ampiamente annunciato come un progetto di alto livello, costoso e innovativo, che avrebbe inaugurato la collana dei Megagame, ma non fu mai messo in commercio a causa del fallimento dell'azienda stessa proprio in quell'anno per via dei troppi debiti da saldare.
Nel 2018 uscì sulla piattaforma di streaming Netflix un particolare episodio della serie TV britannica Black Mirror, chiamato Black Mirror: Bandersnatch, in parte ispirato a tale vicenda.

## Accoglienza
Molto discusso dalla stampa prima ancora della sua pubblicazione, Brataccas ottenne un'ampia copertura giornalistica da parte delle riviste e della stampa di settore.
Sebbene la grafica fosse apprezzata, il gioco venne giudicato male a causa dei significativi problemi di controllo.